# ファビエン・セヴィツキー
ファビエン・セヴィツキー（Fabien Sevitzky, 1893年9月29日 - 1967年2月3日）は、アメリカ合衆国の指揮者。

## 経歴
1893年生まれ。1937年から1956年までインディアナポリス交響楽団の初代音楽監督を務めた。ボストン交響楽団で音楽監督を務めたセルゲイ・クーセヴィツキーの甥である。本来の姓はおじと同じクーセヴィツキーであるが、混同を嫌ったおじによってセヴィツキーを名乗らされた。
1949年から1952年までサンディエゴ交響楽団の音楽監督を務めた。